# Bushfly
Et bushfly er et fly som bliver benyttet til passager- og fragtflyvning udenfor det normale rutenet, til destinationer der ligger i fjerne og underudviklede områder af et land, som for eksempel den nordlige del af Canada, Alaskas tundra, den afrikanske bush, eller Australiens Outback. De bliver benyttet hvor infrastrukturen for overfladetransport (bil, tog eller skib) er utilstrækkelig eller ikke-eksisterende.

## Fælles egenskaber
Siden man definerer et 'bushfly' ved anvendelsen, har mange forskellige flytyper i vidt forskellige konfigurationer gennem årene været benyttet som sådan. Men erfaringerne har demonstreret at bestemte egenskaber er værdifulde og derfor ofte forekommer, særligt i flytyper hvor designerne har været særligt opmærksomme på anvendelse i bush'en. Ingen af disse egenskaber er obligatoriske, men det er ofte gennemgående træk.
- Understellet kan forsynes med pontoner, ski eller en kombination af ski og hjul, så flyet kan starte og lande på vand eller sne (hovedsageligt for arktisk anvendelse).

- Højt monterede vinger letter lastning og losning, i særdeleshed fra en flydebro eller en kaj, såvel som at give forbedret udsyn nedad og øge frigangen, for at mindske risikoen for skader ved start og landing. Et højvinget fly har mindre risiko for skader ved lastning og losning end et mellem- eller lavvinget fly.

- Konventionelt eller "halehjuls"-understel - to store hovedhjul og et lille halehjul sparer vægt, nedsætter luftmodstanden og forøger dermed flyets nyttelast, og reducerer belastningen på flystellet sammenlignet med et næsehjulsunderstel. En skade er også mindre kritisk, eftersom et defekt halehjul forholdsvis let kan repareres, og i visse tilfælde ikke forhindrer at flyet kan anvendes, hvorimod reparationen af et skadet næsehjul kan blive ret kompliceret.

- Beskedne krav til startbanen, typisk opnået ved anvendelse af vinger med stort sideforhold og opdriftsøgende vingeklapper som flaps, slots og slats for at forbedre aerodynamikken ved lav hastighed, og dermed reducere rulledistancen ved start og landing.

- Meget store lavtryks-tundradæk kan monteres for at muliggøre start og landing på stærkt ujævne overflader. Det er ikke unormalt for en bushpilot at operere fra fuldstændigt uforberedte overflader som f.eks. en strand, en grusvej eller en mark.

## Nuværende og historiske bushfly
Der er formodentligt langt flere flytyper, der i større eller mindre udstrækning har været benyttet som bushfly.
Årstallene i parentesen er flytypens første flyvning.
- AAC Angel (1984)
- Aermacchi AL-60 (1959)
- Antonov An-2 (1947)
- Antonov An-14 (1958)
- Antonov An-28 (1968)
- Antonov An-38 (1994)
- Auster Autocrat (1945)
- Aviat Husky  (1986)
- Avro Avian (1926)[2][3]
- Avro Anson (1935)[4]
- Avro York (1942)
- Bach T-11P (1927)
- Barkley-Grow T8P-1 (1937)
- Barrows Bearhawk (1995)
- Beechcraft Model 17 Staggerwing (1932)[5]
- Beechcraft Model 18 (1937)[6]
- Bellanca Pacemaker (1929)[7][8]
- Bellanca Skyrocket (1930)
- Bellanca Aircruiser (1930)[9]
- Bellanca Senior Pacemaker (1935)
- Bellanca Senior Skyrocket (1935)
- Boeing B1E (1928)[10]
- Bristol Freighter  (1945)
- Britten-Norman Islander (1965)
- Buhl Airsedan (1928)
- Bushcaddy L-162 Max (1995)
- Bushcaddy L-164 (2007)
- Canadian Vickers Vedette (1924)
- Cessna Crane (1939)
- Cessna 172 (1956)
- Cessna 180 (1952)
- Cessna 182 (1956)
- Cessna 185 (1960)
- Cessna 206 Stationair (1962)
- Cessna 208 Caravan (1982)
- Champion Citabria (1964)
- Consolidated Catalina/Canso (1935)[11]
- Curtiss HS (1917)[12]
- Curtiss Lark (1925)[13]
- Curtiss Robin (1928)
- Curtiss Thrush (1929)
- Curtiss-Wright C-46 Commando (1940)
- de Havilland DH.60 Moth (1925)[14][15]
- de Havilland DH.61 Giant Moth (1927)[16]
- de Havilland DH.82 Tiger Moth (1931)
- de Havilland DH.83 Fox Moth (1932)[17]
- de Havilland DH.89 Dragon Rapide (1934)[18]
- de Havilland DH.90 Dragonfly (1935)
- de Havilland Australia DHA-3 Drover (1948)
- de Havilland Canada DHC-2 Beaver  (1947)[19]
- de Havilland Canada DHC-3 Otter (1951)[20]
- de Havilland Canada DHC-4 Caribou (1958)
- de Havilland Canada DHC-6 Twin Otter (1965)[21]
- Dornier Do 27 (1955)
- Douglas Dolphin (1930)
- Douglas DC-3/Douglas C-47 (1935)[22]
- Douglas DC-4[23]
- Eastman E-2 Sea Rover (1928)[24]
- Evangel 4500 (1964)
- Fairchild FC-2/51 (1926)[25]
- Fairchild 71 (1926)[26]
- Fairchild Super 71 (1934)[27]
- Fairchild 100 (1930)[28]
- Fairchild 82 (1935)
- Fairchild F-11 Husky (1946)
- Fieseler Fi 156 (1936)
- Fleet Freighter (1938)
- Fokker Universal (1926)[29][30]
- Fokker Super Universal (1928)[31]
- Fokker F.11 (1928)[32]
- Ford Trimotor (1926)[33]
- Found FBA-2 (1960)
- GAF Nomad (1971)
- Gippsland GA8 (1995)
- Gippsland GA10 (2012)
- Grumman Goose (1937)[34]
- Grumman Widgeon (1940)[35]
- Grumman Mallard (1946)[36]
- Halpin Flamingo (1929)
- Hamilton H-47 (1928)
- Helio Courier (1954)
- Howard DGA-8/9/11/12 (1936)
- Howard DGA-15 (1939)
- Junkers F.13 (1919)[37]
- Junkers G 31 (1926)
- Junkers W 33 (1926)[38]
- Junkers W 34 (1926)[39]
- Junkers Ju 52/1m (1930)[40]
- Kitfox (1984)
- Lake Buccaneer (1960)
- Lockheed Vega (1927)[41]
- Lockheed Model 18 Lodestar (1939)
- Max Holste Broussard (1952)
- Maule M-7 (1984)
- Murphy Rebel (1990)
- Murphy Moose (1995)
- Murphy Elite (1996)
- Noorduyn Norseman (1935)[42]
- Northrop N-23 Pioneer (1946)
- Northwest Ranger (1968)
- PAC P-750 XSTOL (2001)
- Piper J-3 Cub (1938)
- Piper PA-18 Super Cub (1949)[43]
- Piper PA-22 Bushmaster
- Piper PA-23 (1952)
- Pilatus PC-6 Porter/Turbo Porter (1959)
- Polikarpov Po-2 (1927)
- PZL-104 Wilga (1962)
- Quest Kodiak (2004)
- Rans S-7 Courier (1985)
- Republic RC-3 Seabee (1945)[35]
- Ryan Brougham (1927)
- SAI KZ III
- SAI KZ VII Lærke
- SAI KZ X/AOP
- Shavrov Sh-2 (1930)
- Short SC.7 Skyvan (1963)
- Sikorsky S-38 (1928)
- Sikorsky S-39 (1929)
- Stearman C3 (1927)
- Stearman M-2 (1929)
- Stearman 4 (1930)
- Stinson Detroiter (1926)
- Stinson Junior (1928)[44]
- Stinson Model A (1934)
- Stinson Reliant (1933)
- Stinson Voyager (1939)
- Stinson 108 (1946)
- Supermarine Sea Otter (Konverteret efter 2. verdenskrig)
- Technoavia SM92 Finist (1993)
- Travel Air 6000 (1928)
- Vickers Viking (1919)[45]
- Waco 10 (1927)
- Waco Standard Cabin series (1931)
- Waco AQC-6/Waco ZQC-6 Freighter (1936)[46]
- Westland Limousine (1919)
- Yakovlev Yak-12 (1947)
- Zenith STOL CH 701 (1986)

Flymuseer med store samlinger af bushfly:
- Alberta Aviation Museum
- Alaska Aviation Heritage Museum
- Canada Aviation and Space Museum
- Canadian Bushplane Heritage Centre
- Western Canada Aviation Museum

### Fodnoter
1. ↑  "Bush planes used in areas where roads do not exist". Arkiveret fra originalen 1. november 2016. Hentet 29. november 2016.
2. ↑  Anderson, 2004, p.82
3. ↑  Foster, 1990, p.74-79
4. ↑  Foster, 1990, p.189-191
5. ↑  Foster, 1990, p.174, 190
6. ↑  Foster, 1990, p.191
7. ↑  Anderson, 2004, p.31
8. ↑  Foster, 1990, p.97, 102, 175
9. ↑  Foster, 1990, p.156
10. ↑  Foster, 1990, p.64-65, 156
11. ↑  Foster, 1990, p.191, 197
12. ↑  Foster, 1990, p.43-45
13. ↑  Foster, 1990, p.48
14. ↑  Cole, 1986, p.4
15. ↑  Foster, 1990, p.74, 131, 188
16. ↑  Foster, 1990, p.139
17. ↑  Foster, 1990, p.105, 200
18. ↑  Foster, 1990, p.173, 190
19. ↑  Foster, 1990, p.199
20. ↑  Foster, 1990, p.199, 201
21. ↑  Foster, 1990, p.202, 207, 210
22. ↑  Foster, 1990, p.177, 188
23. ↑  Foster, 1990, p.204
24. ↑  Cole, 1986, p.34-38
25. ↑  Foster, 1990, p.135
26. ↑  Foster, 1990, p.107, 115, 138
27. ↑  Foster, 1990, p.136, 138
28. ↑  Cole, 1986, p.49-55
29. ↑  Foster, 1990, p.4
30. ↑  Foster, 1990, p.53, 56-57
31. ↑  Foster, 1990, p.52-53, 56-57, 70-71
32. ↑  Cole, 1986, p.39-42
33. ↑  Foster, 1990, p.152, 155
34. ↑  Foster, 1990, p.207-208
35. 1 2  Foster, 1990, p.197
36. ↑  Foster, 1990, p.204, 208
37. ↑  Foster, 1990, p.36-41
38. ↑  Foster, 1990, p.180
39. ↑  Foster, 1990, p.101-102, 158, 166, 188.
40. ↑  Foster, 1990, p.180-181
41. ↑  Foster, 1990, p.95-98
42. ↑  Foster, 1990, p.142-143, 174, 188
43. ↑  Foster, 1990, p.195, 198
44. ↑  Cole, 1986, p.45-48
45. ↑  Foster, 1990, p.47
46. ↑  Foster, 1990, p.194